# Bradley Roby
Pour les articles homonymes, voir Roby.
(en) Statistiques sur pro-football-reference
Bradley Roby, né le 1er mai 1992 à Fort Worth en Texas, est un joueur professionnel américain de football américain évoluant au poste de cornerback.

## Biographie

### Carrière universitaire
Il a étudié à l'université d'État de l'Ohio et a joué pour les Buckeyes d'Ohio State de 2011 à 2013.

### Carrière professionnelle
Il est choisi en tant que 31e choix global lors du premier tour de la draft 2014 de la NFL par la franchise des Broncos de Denver.
Lors de sa première saison en NFL, il est désigné troisième cornerback de l'équipe Aqib Talib et Chris Harris Jr. en début de saison. Il participe aux seize matchs des Broncos, cumulant 63 plaquages, 13 passes déviées et deux interceptions. Sa première interception en carrière est effectuée le 2 novembre 2014 face aux Patriots de la Nouvelle-Angleterre.
La saison suivante, il aide les Broncos à remporter le Super Bowl 50 face aux Panthers de la Caroline, match auquel il dévie trois passes.
Après cinq saisons avec les Broncos, il rejoint en mars 2019 les Texans de Houston sur un contrat d'un an. L'année suivante, il reste avec les Texans en signant un nouveau contrat de 3 ans.